# Walter Koenig
Walter Koenig Marvin (n. 14 septembrie 1936, Chicago, Illinois, SUA) este un actor american, scriitor, profesor și regizor, cel mai cunoscut pentru rolurile sale ca Pavel Chekov în franciza Star Trek și Alfred Bester în Babylon 5. El a scris scenariul pentru filmul thriller SF din 2008, InAlienable.

## Filmografie
| An   | Titlu                                  | Rol                   | Note               |
| ---- | -------------------------------------- | --------------------- | ------------------ |
| 1962 | The Norman Vincent Peale Story         |                       |                    |
| 1974 | Nightmare Honeymoon                    | Deputy Sheriff        |                    |
| 1979 | Star Trek: The Motion Picture          | Pavel Chekov          |                    |
| 1982 | Star Trek II: The Wrath of Khan        | Pavel Chekov          |                    |
| 1984 | Star Trek III: The Search for Spock    | Pavel Chekov          |                    |
| 1986 | Star Trek IV: The Voyage Home          | Pavel Chekov          |                    |
| 1989 | Moontrap                               | Col. Jason Grant      |                    |
| 1989 | Star Trek V: The Final Frontier        | Pavel Chekov          |                    |
| 1989 | Deadly Weapon                          |                       |                    |
| 1991 | Star Trek VI: The Undiscovered Country | Pavel Chekov          |                    |
| 1994 | Star Trek Generations                  | Pavel Chekov          |                    |
| 1996 | Sworn to Justice                       | Dr. Breitenheim       |                    |
| 1997 | Drawing Down the Moon                  | Joe Merchant          |                    |
| 2006 | Mad Cowgirl                            | Pastor Dylan          |                    |
| 2007 | InAlienable                            | Dr. Shilling          |                    |
| 2009 | Scream of the Bikini                   |                       |                    |
| 2013 | Blue Dream                             | Lassie                |                    |
| 2015 | Star Trek: Renegades                   | Admiral Chekov        |                    |
| 2016 | Star Trek: Captain Pike                | Admiral Harlan Sobol  |                    |
| 2016 | Surge of Power: Revenge of the Sequel  | Himself               |                    |
| 2017 | Neil Stryker and the Tyrant of Time    | Ray Nabroski (future) |                    |
| 2017 | Nobility                               | Frank Mooney          |                    |
| 2018 | Diminuendo                             | Milton Green          |                    |
| 2018 | Who is Martin Danzig?                  | Martin Danzig         | Dial it Back Films |

### Televiziune
| An        | Titlu                                   | Rol                    | Note |
| --------- | --------------------------------------- | ---------------------- | --- |
| 1963      | General Hospital                        | Charlie Turner         | Episode 1 Credit Only                                                                                        |
| 1964      | The Alfred Hitchcock Hour               | Tiger                  | Episode: "Memo from Purgatory"                                                                               |
| 1965      | Gidget                                  | Gunnar                 | Episode 14: "Gidget's Foreign Policy"                                                                        |
| 1967-1969 | Star Trek: The Original Series          | Pavel Chekov           | seasons 2-3 regular 36 episoade                                                                              |
| 1976      | Columbo                                 | Sgt. Johnson           | Episode: "Fade in to Murder"                                                                                 |
| 1990      | The Real Ghostbusters                   | Vladimir Pavel Maximov | Voice; Episode: "Russian About"                                                                              |
| 1996      | Star Trek: Deep Space Nine              | Pavel Chekov           | Episode: "Trials and Tribble-ations" Archive footage from Star Trek: TOS episode "The Trouble with Tribbles" |
| 1994-1998 | Babylon 5                               | Alfred Bester          | 12 episoade                                                                                                  |
| 2002      | Futurama                                | Himself                | Voice; Episode: "Where No Fan Has Gone Before"                                                               |
| 2006      | Star Trek: New Voyages                  | Lt. Pavel Chekov       | Episode: "To Serve All My Days"                                                                              |
| 2017-2018 | Stretch Armstrong and the Flex Fighters | Mr. Savic              | Voce; 11 episoade                                                                                            |

### Jocuri video
| An   | Titlu                         | Rol de voce            | Note           |
| ---- | ----------------------------- | ---------------------- | -------------- |
| 1992 | Star Trek: 25th Anniversary   | Ens. Pavel Chekov      | Voce           |
| 1993 | Star Trek: Judgment Rites     | Ens. Pavel Chekov      | Voce           |
| 1996 | Maximum Surge                 | Drexel                 | Cancelled Game |
| 1997 | Star Trek: Starfleet Academy  | Commander Pavel Chekov | Voce           |
| 1997 | Star Trek Generations         | Commander Pavel Chekov | Voce           |
| 2003 | Star Trek: Shattered Universe | Commander Pavel Chekov | Voce           |
| 2010 | Star Trek Online              | Pavel Chekov           | Voce           |